# Brenda Castro
Brenda Giselle Castro Madrigal (sinh ngày 25 tháng 7 năm 1992, Guápiles, Limón, Costa Rica) là một người mẫu Costa Rica và người đẹp cuộc thi sắc đẹp đã được trao vương miện và danh hiệu Hoa hậu Costa Rica 2015 và đại diện cho đất nước của mình tại tham gia cuộc thi Hoa hậu Hoàn vũ 2015.

## Cuộc sống cá nhân
Brenda sinh ra ở Guápiles, tỉnh Limón, Costa Rica. Có một sự nghiệp từ rất nhỏ, cô bắt đầu công việc làm người mẫu của mình ở lứa tuổi 15. Trước khi chiến thắng giải hoa hậu quốc gia Hoa hậu Costa Rica, cô từng giành được nhiều giải thưởng trong thế giới hoa hậu khác nhau như: Señorita Expo-Pococí 2008, Hoa hậu Tuổi Teen Costa Rica 2011, Hoa hậu Latinoamérica Costa Rica 2014 và Señorita Verano Costa Rica 2015. Ngoài các danh hiệu Á hậu tại các cuộc thi trên, cô cũng từng tham gia và đạt thành tích cao tại một số cuộc thi khác như: Á hậu 2 - Hoa hậu Teen Quốc tế 2011 và Á hậu 3 Hoa hậu Châu Mỹ Latinh Quốc tế 2014.

## Hoa hậu Costa Rica 2015
Brenda được trao vương miện Hoa hậu Costa Rica bởi Hoa hậu Hoàn vũ Costa Rica 2014, Karina Ramos. Brenda đại diện cho bang Limon trong cuộc thi được tổ chức tại La Sabana và phát sóng trên Teletica. Trong vai trò là Hoa hậu Costa Rica, cô tham gia cuộc thi Hoa hậu Hoàn vũ 2015 vào ngày 20 tháng 12 năm 2015, nhưng ra về mà không được xếp hạng.